# IC 5263
IC 5263 — галактика типу SB0-a (компактна витягнута галактика) у сузір'ї Індіанець.
Цей об'єкт міститься в оригінальній редакції індексного каталогу.